# Fußball-Verbandsliga Schleswig-Holstein 1978/79
Die Verbandsliga Schleswig-Holstein wurde zur Saison 1978/79 das 32. Mal ausgetragen und bildete den Unterbau der drittklassigen Oberliga Nord. Die beiden erstplatzierten Mannschaften durften an der Aufstiegsrunde zur Oberliga Nord teilnehmen. Die Mannschaften auf den beiden letzten Plätzen mussten in die Landesliga absteigen. Vor Saisonbeginn wurde die höchste Amateurliga von Landesliga in Verbandsliga umbenannt, während die zweithöchste Amateurliga Schleswig-Holsteins fortan als Landesliga firmiert.

## Vereine
Im Vergleich zur Saison 1977/78 veränderte sich die Zusammensetzung der Liga folgendermaßen: Der 1. FC Phönix Lübeck war in die Oberliga Nord auf-, während keine Mannschaft aus Schleswig-Holstein aus der Oberliga Nord abgestiegen war. Die beiden Absteiger hatten die Verbandsliga verlassen und wurden durch die drei Aufsteiger Eckernförder SV (Wiederaufstieg nach 22 Jahren), Eichholzer SV (Wiederaufstieg nach drei Jahren) und FC Dornbreite (erstmals in der höchste Amateurliga Schleswig-Holsteins) ersetzt.
| Verein                   | Stadt               | Kreis                 | Qualifikation                        |
| ------------------------ | ------------------- | --------------------- | ------------------------------------ |
| VfR Neumünster           | Neumünster          |                       | 2. Platz 1977/78                     |
| Flensburg 08             | Flensburg           |                       | 3. Platz 1977/78                     |
| NTSV Strand 08           | Timmendorfer Strand | Ostholstein           | 4. Platz 1977/78                     |
| Eutin 08                 | Eutin               | Ostholstein           | 5. Platz 1977/78                     |
| Rendsburger TSV          | Rendsburg           | Rendsburg-Eckernförde | 6. Platz 1977/78                     |
| FC Union Neumünster      | Neumünster          |                       | 7. Platz 1977/78                     |
| TSV Nord Harrislee       | Harrislee           | Schleswig-Flensburg   | 8. Platz 1977/78                     |
| Heider SV                | Heide               | Dithmarschen          | 9. Platz 1977/78                     |
| SC Comet Kiel            | Kiel                |                       | 10. Platz 1977/78                    |
| Schleswig 06             | Schleswig           | Schleswig-Flensburg   | 11. Platz 1977/78                    |
| TSV Westerland           | Westerland          | Nordfriesland         | 12. Platz 1977/78                    |
| BSC Brunsbüttel          | Brunsbüttel         | Dithmarschen          | 13. Platz 1977/78                    |
| Blau-Weiß Friedrichstadt | Friedrichstadt      | Nordfriesland         | 14. Platz 1977/78                    |
| Eckernförder SV          | Eckernförde         | Rendsburg-Eckernförde | Aufsteiger aus der Verbandsliga Nord |
| FC Dornbreite            | Lübeck              |                       | Aufsteiger aus der Verbandsliga Süd  |
| Eichholzer SV            | Lübeck              |                       | Aufsteiger aus der Verbandsliga Süd  |

## Saisonverlauf
Die Meisterschaft und Teilnahme an der Aufstiegsrunde sicherte sich der NTSV Strand 08. Als Zweitplatzierter durfte der VfR Neumünster ebenfalls teilnehmen. Strand beendete seine Gruppe auf dem letzten Platz, während Neumünster sich nur dem Blumenthaler SV geschlagen geben musste. Der FC Dornbreite und der Eichholzer SV mussten die Verbandsliga nach einer Saison wieder verlassen, der SC Comet Kiel nach neun Jahren.

### Tabelle
| Pl. | Verein                   | Sp. | S  | U  | N  | Tore    | Diff. | Punkte |
| --- | ------------------------ | --- | -- | -- | -- | ------- | ----- | ------ |
| 1.  | NTSV Strand 08           | 30  | 20 | 8  | 2  | 053:170 | +36   | 48:12  |
| 2.  | VfR Neumünster           | 30  | 17 | 9  | 4  | 055:280 | +27   | 43:17  |
| 3.  | Heider SV                | 30  | 17 | 8  | 5  | 063:410 | +22   | 42:18  |
| 4.  | FC Union Neumünster      | 30  | 12 | 11 | 7  | 046:320 | +14   | 35:25  |
| 5.  | TSV Nord Harrislee       | 30  | 15 | 4  | 11 | 045:420 | +3    | 34:26  |
| 6.  | Schleswig 06             | 30  | 12 | 9  | 9  | 034:250 | +9    | 33:27  |
| 7.  | Eckernförder SV (N)      | 30  | 13 | 6  | 11 | 056:540 | +2    | 32:28  |
| 8.  | BSC Brunsbüttel          | 30  | 12 | 6  | 12 | 053:470 | +6    | 30:30  |
| 9.  | Eutin 08                 | 30  | 11 | 6  | 13 | 046:410 | +5    | 28:32  |
| 10. | Rendsburger TSV          | 30  | 8  | 11 | 11 | 038:430 | −5    | 27:33  |
| 11. | Flensburg 08             | 30  | 11 | 4  | 15 | 048:500 | −2    | 26:34  |
| 12. | Blau-Weiß Friedrichstadt | 30  | 9  | 5  | 16 | 041:570 | −16   | 23:37  |
| 13. | TSV Westerland           | 30  | 6  | 10 | 14 | 037:530 | −16   | 22:38  |
| 14. | FC Dornbreite (N)        | 30  | 6  | 8  | 16 | 044:700 | −26   | 20:40  |
| 15. | SC Comet Kiel            | 30  | 4  | 12 | 14 | 040:620 | −22   | 20:40  |
| 16. | Eichholzer SV (N)        | 30  | 6  | 5  | 19 | 039:760 | −37   | 17:43  |

| (M) | Staffelsieger der Landesliga Schleswig-Holstein 1977/78    |
| (A) | Absteiger aus der Oberliga Nord 1977/78                    |
| (N) | Aufsteiger aus der Verbandsliga Schleswig-Holstein 1977/78 |